# Delphinium glaciale
Delphinium glaciale är en ranunkelväxtart som beskrevs av Joseph Dalton Hooker och Thoms.. Delphinium glaciale ingår i släktet storriddarsporrar, och familjen ranunkelväxter. Inga underarter finns listade i Catalogue of Life.